# Cyathea biliranensis
Cyathea biliranensis är en ormbunkeart som beskrevs av Edwin Bingham Copeland. Cyathea biliranensis ingår i släktet Cyathea och familjen Cyatheaceae. Inga underarter finns listade.